# Hasenclev

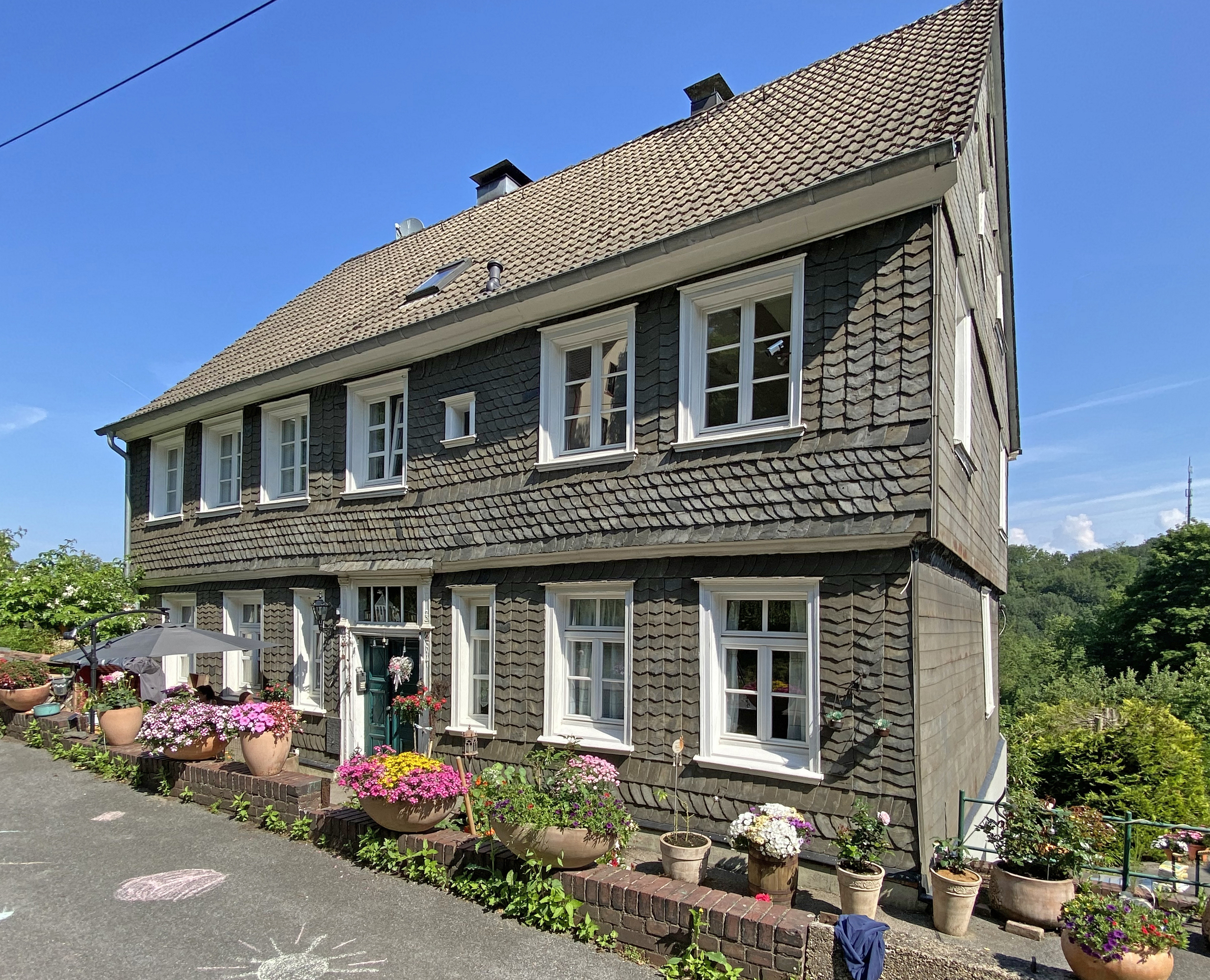
Baudenkmal Am Hasenclev 61

Der Hasenclev ist eine Hofschaft in Remscheid. Sie liegt zwischen Haddenbach und Nüdelshalbach.

## Geschichte
Der Begriff „Em Hasenklief“ ist erstmals 1647 urkundlich nachgewiesen. Der Namensteil „Klief“ bedeutet so viel wie „Abhang, Berglehne, Anhöhe, Klippe oder Bergvorsprung“ und stellt eine Beziehung der zu Lage der Hofschaft dar.

## Geografie
Der Straßenzug „Am Hasenclev“ liegt zwischen der Düppelstraße und der Haddenbacher Straße.
Die eigentliche Hofschaft, direkt oberhalb der Haddenbacher Straße gelegen, besteht aus alten Bausubstanzen, zu denen auch das hervorragend restaurierte Fachwerkhaus Nr. 67 – ältestes Wohnhaus – und vermutlich eines der schönsten in Remscheid – gehört. Ein zweites unter Denkmalschutz stehendes Fachwerkhaus ist das etwas höher am Hang gelegene Haus Am Hasenclev 61. Zwei Bauernhöfe waren hier einst angesiedelt und versorgten die Bevölkerung im Umfeld.